# Harris Horder
Harris "Skippy" Horder (Sydney, 12 de setembre de 1900 - Port Moresby, 8 d'agost de 1943) va ser un ciclista australià que posteriorment es va nacionalitzar estatunidenc. Es va especialitzar en el ciclisme en pista i va competir en curses de sis dies.
Durant la Segona Guerra Mundial es va allistar a les Forces Aèries de l'Exèrcit dels Estats Units. Va rebre nombrosos reconeixements entre els que estaquen el Cor Porpra o l'Estrella de Plata. Va morir en un accident degut al mal temps durant un vol de reconeixement amb un B-24 Liberator.
El seu pare George, i el seu germà Horace també van competir en ciclisme.

## Palmarès
- 1921
  - 1r al Gran Premi de l'UVF
- 1926
  - 1r als Sis dies de Boston (amb Alec McBeath)
- 1927
  -  Campió dels Estats Units en Velocitat